# Ernst Zitelmann
Ernst Zitelmann [tsi:tlman] (7 de agosto de 1852, Stettin – 28 de novembro de 1923, Bonn) foi um jurista alemão, especializado no estudo dogmático do direito civil.
Estudou direito nas universidades de Leipzig, Heidelberg e Bonn. Em 1873, completou sua dissertação de mestrado na universidade de Leipzig, com o tema "Begriff und Wesen der juristischen Person" ("conceito e constituição de uma pessoa jurídica").

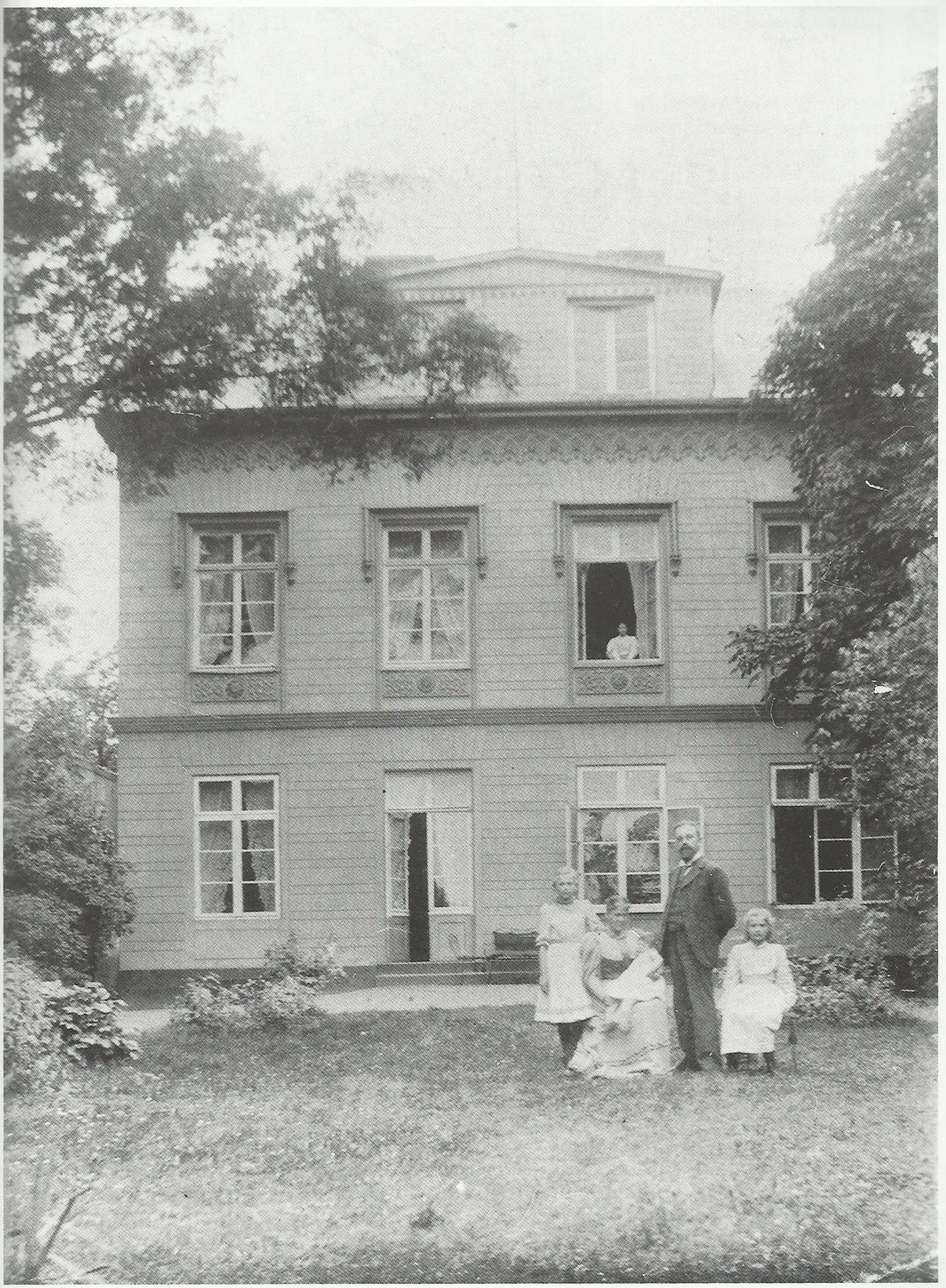
Zitelmann, com sua esposa e filhas na frente da "casa do Reno". (ac. 1893)

Posteriormente, ele recebeu grande atenção do público através da publicação de um artigo sobre "Die juristische Willenserklärung" ("a declaração jurídica de intenções", 1878) e uma monografia denominada "und Irrtum Rechtsg eschäft" ("erros e ações de relevância jurídica", 1879). Consequentemente foi indicado como professor associado na Universidade de Göttingen, em 1879. Alguns meses mais tarde, ele foi para a Universidade de Rostock, como professor intergral.
Ele lecionou como professor da Universidade de Rostock (1879-1881), Universidade de Halle (1881-1884) e da Universidade de Bonn (1884-1921). Em Bonn, ele dava aulas de direito civil alemão e direito Romano".
Zitelman morreu após uma operação mal-sucedida em 1923, em Bonn.

## Obras literárias
- Begriff und Wesen der juristischen Person, 1873
- Die juristische Willenserklärung, 1878
- Und Irrtum Rechtsgeschäft, 1879
- Die Möglichkeit des Weltrechts, 1888
- Verschulden gegen sich selbst, 1900 (perdido)
- Das Recht des Bürgerlichen Gesetzbuches, 1900
- Internationales Privatrecht, 2 vols., 1897-1912.

Ele também foi o autor de um livro de poesia de prosa, intitulada Radierungen und Momentaufnahmen (1903).